# Renault 16
Renault 16 – samochód osobowy klasy średniej, produkowany pod marką Renault w fabryce Sandouville w latach 1965-1980. Jeden z pierwszych produkowanych samochodów z nadwoziem typu hatchback.

## Historia i opis modelu

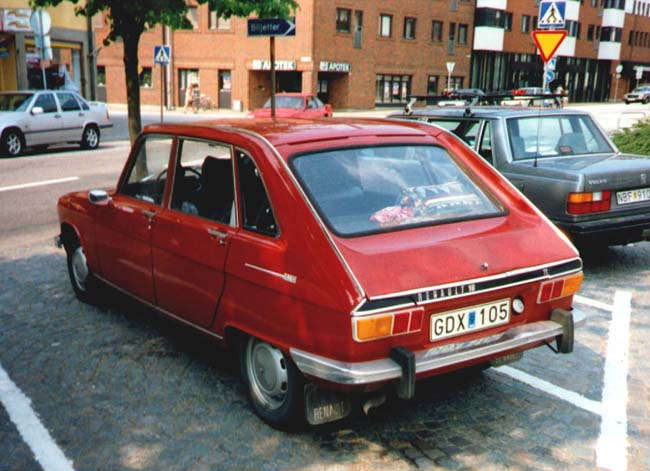
Tył pojazdu

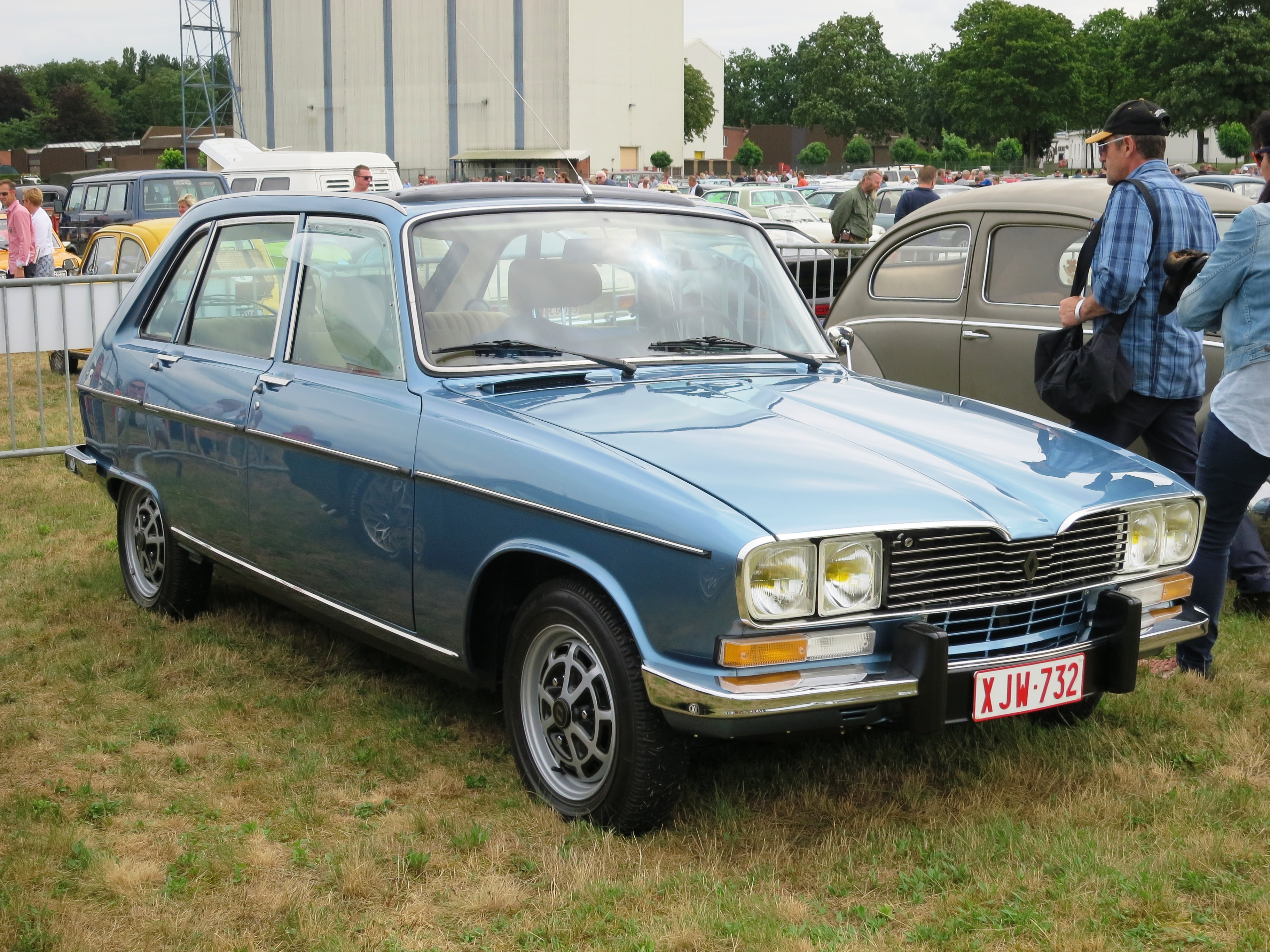
R16 TX, najbogatsza odmiana

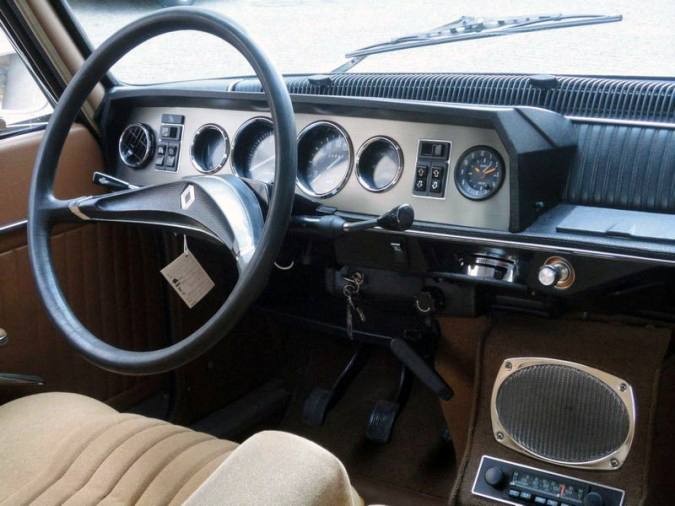
Deska rozdzielcza R16 TS

Renault 16 uznawany jest za pierwszy na świecie samochód osobowy z nadwoziem typu hatchback. Oprócz dużej tylnej klapy posiadał również składane tylne siedzenia, co znacznie zwiększało jego użyteczność. Ze względu na swoją innowacyjność i nowoczesność został wybrany europejskim Samochodem Roku 1966.
Mimo iż mierzył zaledwie 4230 mm długości, co odpowiada dzisiejszej klasie samochodów kompaktowych, to wówczas był w warunkach europejskich uznawany za auto klasy średniej.
Pierwsze zdjęcia modelu pokazano w sierpniu 1964 roku. Mimo że pierwsze modele opuściły fabrykę jeszcze w grudniu tego samego roku, to debiut odbył się w styczniu 1965 roku, a sprzedaż rozpoczęto w kwietniu. Pierwsza wersja R16 DL wyposażana była jedynie w silnik 1.5 l. o pojemności 1470 cm³ i mocy 59 KM (DIN) oraz czterobiegową skrzynię biegów. W 1967 roku zmieniono deskę rozdzielczą. Silnik 1.6 l. o pojemności 1565 cm³ i mocy 67 (wersja TL) lub 83 KM (wersja TS) pojawił się w 1968 roku. Rok później pojawiły się wersje z automatyczną skrzynią biegów (TA, TLA). W 1971 roku model przeszedł drobne zmiany. W 1973 roku zaprezentowano model R16 TX z silnikiem o pojemności 1647 cm³ i mocy 93 KM. Od pozostałych wersji różnił się podwójnymi przednimi reflektorami. Stał się najbogatszą wersją wyposażeniową tego modelu, wyposażaną m.in. w tylną wycieraczkę, elektrycznie sterowane szyby czy klimatyzację. W 1976 zaprzestano produkcji wersji TSA, w 1979 TA, TLA, a ostatnie modele TL i TX zjechały z taśmy na początku stycznia 1980 roku.
Za następcę modelu R16 można uznać Renault 20/30, które pojawiło się już w 1975 roku.

## Dane techniczne
| Wersja             | Silnik:                  | Układ zasilania:   | Średnica × skok tłoka: | St. sprężania:     | Moc maksymalna:                    | Maks. moment obrotowy      | 0–100 km/h:        | V-max:             |
| Silniki benzynowe: | Silniki benzynowe:       | Silniki benzynowe: | Silniki benzynowe:     | Silniki benzynowe: | Silniki benzynowe:                 | Silniki benzynowe:         | Silniki benzynowe: | Silniki benzynowe: |
| ------------------ | ------------------------ | ------------------ | ---------------------- | ------------------ | ---------------------------------- | -------------------------- | ------------------ | ------------------ |
| 1.5                | R4 1,5 l (1470 cm³), OHV | gaźnik             | 76,00 mm × 81,00 mm    | 8,5:1              | 60 KM (44 kW) przy 5000 obr./min   | 106 N•m przy 2800 obr./min | 16,9 s             | 142 km/h           |
| 1.6                | R4 1,6 l (1565 cm³), OHV | gaźnik             | 77,00 mm × 84,00 mm    | 8,5:1              | 68 KM (50 kW) przy 5000 obr./min   | 114 N•m przy 3000 obr./min | b/d                | b/d                |
| 1.6 L              | R4 1,6 l (1565 cm³), OHV | gaźnik             | 77,00 mm × 84,00 mm    | 8,0:1              | 56 KM (41 kW) przy 5000 obr./min   | 107 N•m przy 2500 obr./min | b/d                | b/d                |
| 1.6 TS             | R4 1,6 l (1565 cm³), OHV | gaźnik             | 77,00 mm × 84,00 mm    | 8,6:1              | 84 KM (62 kW) przy 5750 obr./min   | 118 N•m przy 3500 obr./min | b/d                | b/d                |
| 1.6 TX             | R4 1,6 l (1565 cm³), OHV | gaźnik             | 77,00 mm × 84,00 mm    | 9,3:1              | 94 KM (69 kW) przy 6000 obr./min   | 129 N•m przy 4000 obr./min | b/d                | b/d                |
| 1.6 TL             | R4 1,6 l (1645 cm³), OHV | gaźnik             | 79,00 mm × 84,00 mm    | 8,6:1              | 66 KM (48,5 kW) przy 5000 obr./min | 111 N•m przy 3000 obr./min | b/d                | 150 km/h           |